# 地铁水西站 (黄埔有轨电车)
地铁水西站是黄埔有轨电车1号线的车站，位于中国广东省广州市黄埔区水西路，于2020年12月28日随黄埔有轨电车1号线南段通车而启用。

## 车站结构
本站为地面车站。车站北侧原设斑马线以前往水西路两侧的人行道，后在2023年增设过街天桥。
| 地上二层 | 人行天桥 | 连接人行道及站台                              |          |          |
| 地面     | 侧式站台 | 侧式站台                                      | 侧式站台 | 侧式站台 |
|          | 北站台   | █黄埔有轨1号线 地铁香雪方向（下站：会议中心） |          |          |
|          | 南站台   | █黄埔有轨1号线 新丰路方向（下站：峻泰路）     |          |          |
|          | 侧式站台 |                                               |          |          |

## 接驳交通
| 地铁（水西站） - 7号线 - 21号线 公交（水西路北站） \| 编号 \| 编号 \| 线路 \| 线路 \| 线路 \| 收费 \| 备注 \| \| ---- \| ---- \| ------ \| ---- \| ------ \| ---- \| ---------------- \| \| \| 366 \| 水西路 \| ⇆ \| 荔湖城 \| 3元 \| 不大于30–60分/班 \| |      |        |      |        |      |                  |
| 编号 | 编号 | 线路   | 线路 | 线路   | 收费 | 备注             |
| | 366  | 水西路 | ⇆    | 荔湖城 | 3元  | 不大于30–60分/班 |